# José Saldanha Lopes
José Saldanha Lopes (Lisbona, 5 agosto 1949) è un ammiraglio portoghese.

## Biografia
Ottenuto il diploma di scuola superiore, nel 1968 è entrato in Accademia Navale. Nei suoi 38 anni di servizio attivo, ha avuto modo di assolvere a bordo di differenti unità navali numerosi e diversificati incarichi, quali ufficiale addetto alle Comunicazioni, Capo del Reparto Operazioni e Comandante in Seconda. Negli incarichi a terra è stato assegnato, con l'incarico d'istruttore, alla Scuola di Comunicazioni, in seguito a Bruxelles presso la NATO con incarico nello staff della “Military Mission”, e infine ha espletato l'incarico di Capo di Stato Maggiore presso il Comando Naval.
Nel Gennaio del 1982, ha assunto il Comando del dragamine classe “Ton” “Ribeira Grande.” Dalla fine del 1983, è stato destinato presso lo Staff del COMARCONT, il Comando Operativo della flotta in qualità di Capo del Centro di Comunicazioni e, all'interno della Divisione Operativa, quale Capo della sezione  SAR (Search and Rescue). Ha frequentato vari corsi tra i quali il “Communications Staff Course" presso la nave HMS Mercury (U.K.), e il “NATO E.W. Staff Course”. Promosso Capitano di Corvetta nel febbraio 1985, è stato spesso imbarcato come ufficiale di Staff ed ha partecipato alla STANAVFORLANT con l'incarico di assistente alla Guerra Elettronica di SACLANT. In seguito ha frequentato il corso per “General Warfare Staff” a Lisbona.
Nell'ottobre del 1988, ha frequentato diversi corsi sulla nave Britannica HMS Dryad, e nel maggio 1989, è stato impiegato come ufficiale alle operazioni nello Staff di STANAVFORLANT. Nel luglio 1990, è stato assegnato al COMARCONT come Capo della sezione Esercitazioni e Addestramento. Nel giugno del 1991 è stato assegnato, primo portoghese con tale incarico, come ufficiale di collegamento nel “Flag Officer Sea Training Staff” a Portland in Gran Bretagna. È stato, inoltre, l'ufficiale responsabile della preparazione delle Fregate classe “Vasco da Gama” per la partecipazione al programma di “Operational Sea Training”.
Nel febbraio 1992, è stato promosso Capitano di Fregata, e l'anno successivo assegnato alla quarta Divisione dello Stato Maggiore Marina, dove ha portato avanti il progetto del “Lynx MK95”. Nel giugno 1993, è stato designato come primo Comandante dello Squadrone Elicotteri della Marina Portoghese. Nel novembre 1996, ha assunto il Comando della nave NRP “Corte-Real.” Nel 1998, questa fregata è stata impiegata nell'operazione reale durante la Guerra civile in Guinea-Bissau, e successivamente per sei mesi assegnata alla STANAVFORLANT. Ha ceduto il Comando nell'Ottobre del 1999.
Dal febbraio 2000 all'aprile 2003, è stato destinato al “NATO HQ”, a Bruxelles, presso la missione portoghese.
È stato Capo di Stato Maggiore presso il “Comando Naval”, il comando operativo della flotta portoghese, fino alla fine di Settembre 2004. Ha quindi frequentato il corso per “Senior Staff” alla Scuola di Guerra Navale. 
Il 12 aprile 2006, è stato promosso Contrammiraglio.
L'Ammiraglio di Squadra José Saldanha Lopes è stato promosso al suo attuale grado il 10 settembre 2008, prima di essere destinato al Comando della Flotta.
Dal 15 settembre 2009 l'Ammiraglio Lopes è anche Comandante della Forza Marittima Europea (EUROMARFOR).

## Onorificenze
Durante tutta la sua carriera, è stato insignito di numerose onorificenze e decorazioni, quali medaglia d'argento per “Brillante Servizio”, medaglia al “Merito Militare” e al “Merito Aeronautico”, medaglia d'argento per “Comportamento Esemplare” e medaglia per le “Campagne d'Africa”. È inoltre in possesso di numerosi riconoscimenti Nazionali e Nato.